# Село

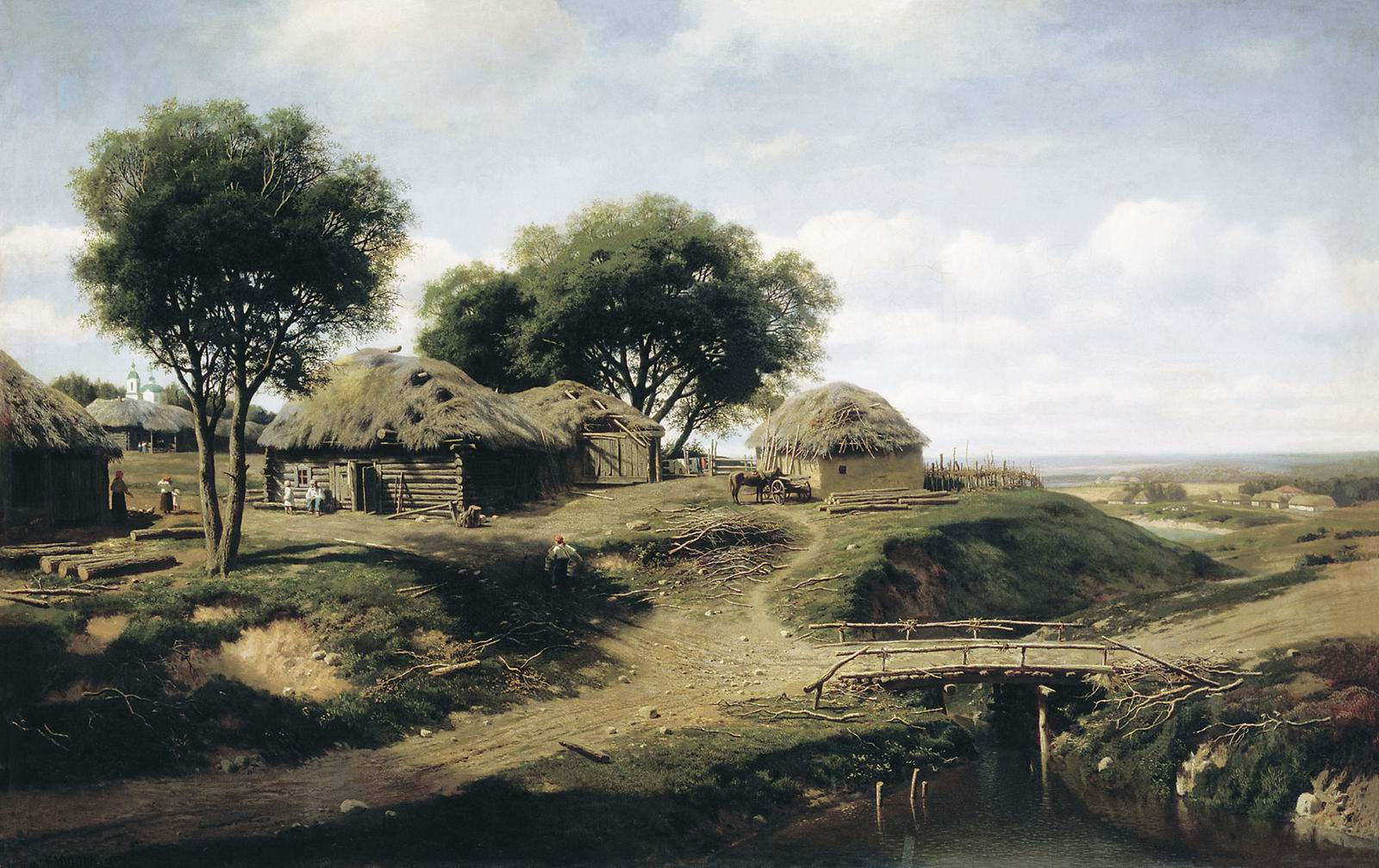
Село в Орловской губернии, Михаил Клодт, 1864

Село́ — один из видов населённых пунктов России, Украины, Беларуси, Казахстана, Таджикистана, Молдавии, Болгарии, Румынии, Боснии и Герцеговины, относящийся к так называемым сельским населённым пунктам. Ранее тип крестьянского поселения (наряду с деревней).

## Этимология
Древнейший славянский термин со значением «поселение». Древнерусское слово село «жилище; селение; поле» происходит от праславянского *selo «пашня», которое на восточнославянской почве фонетически совпало с *sedlo «поселение». Далее от праиндоевропейского корня *sel- «жилое помещение». Родственно литовскому salà «остров».

## Названия

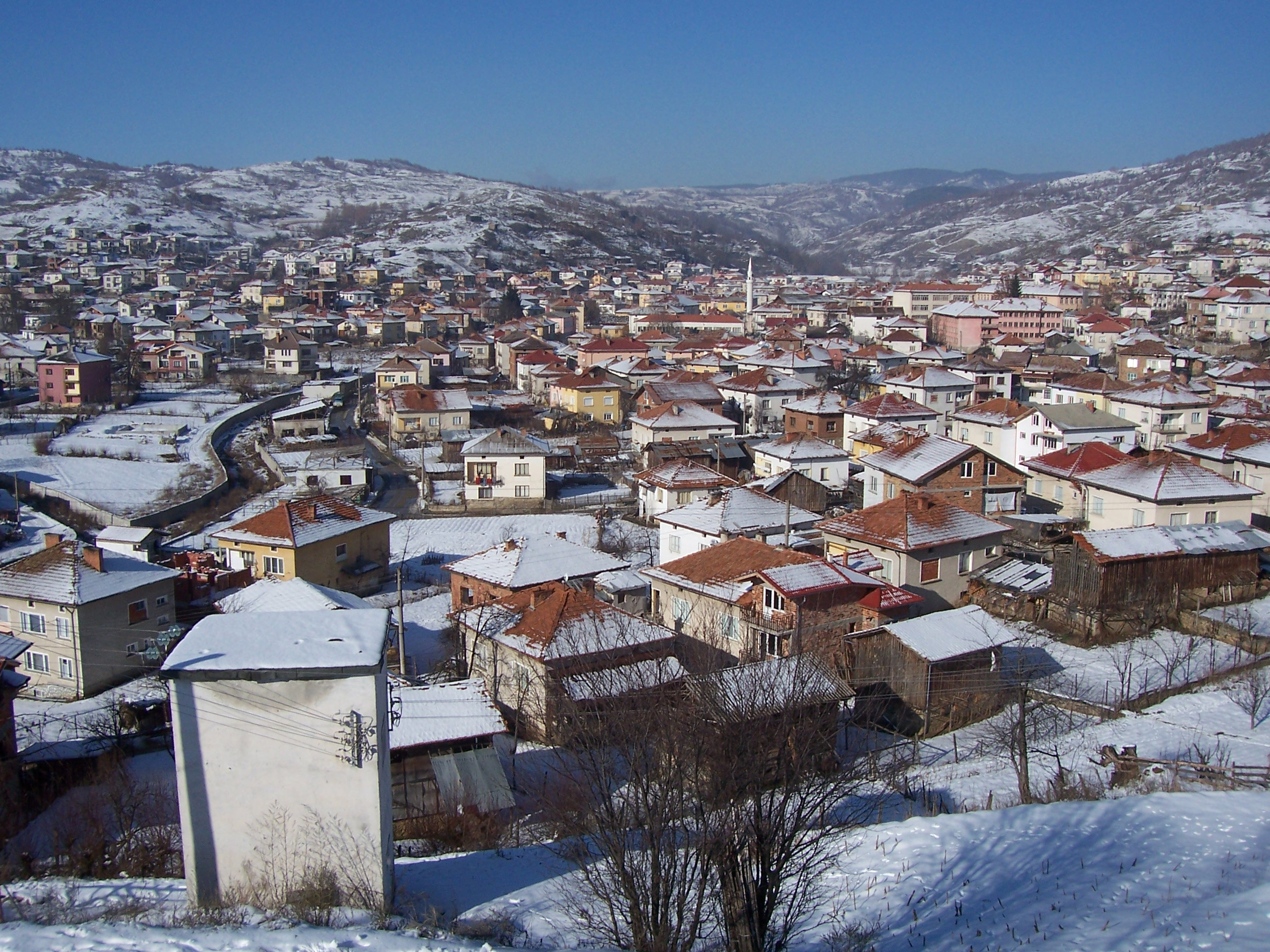
Село Кочан, Болгария

Названия многих сёл традиционно оканчиваются на -о, например: Котово, Петрово, Тёмкино, Балобаново; или -ое, например: Екатерининское, Солонешное. В соответствии со строгой литературной нормой, такие названия в русском языке склоняются по падежам: из Петрова, в Тёмкине, в Балобанове.
Слово «село» входит в название ряда населённых пунктов: Красное Село, Большое Село. Также некоторые сёла имеют названия с другими окончаниями, традиционными для городов — например, Новоникольск, Печерск.

## Древняя Русь
В киевский, удельный период и период централизованного Русского государства слово село имело несколько взаимосвязанных значений: «жилище, обитель, место пребывания»; «поселение» — как в общем значении (в Повести временных лет: «и бьраци не бываху в нихъ, но игрища межю селы, и схожахуся на игрища, на плясанья и на вся бѣсовьскыя пѣсни»), так и противопоставляемое городу («И нача ставити по градомъ церкви и попы, и людие на кресщение приводити по всемъ градом и селомъ»); «имение, владение, усадьба (с землёй)»; также сохранялось древнее значение «поле, пашня». По мнению С. Б. Веселовского, ранние летописные упоминания Москвы характеризуют её как село «в смысле населённого участка земли». В Древней Руси селом также называлась отдельная часть княжеского или боярского поместья (соответствовавшая вилле в империи Каролингов), управлявшаяся сельским старостой.
Село могло принадлежать не только князю («и есть село ея [ княгини Ольги ] Ольжичи и до сего дни»), боярину или помещику (в более позднее время), но и архиерею или монастырю («токмо остася дворъ манастырескъ Печерьскаго манастыря и церкви, яже тамо есть святаго Дмитрея, юже бѣ далъ Ефрѣмъ и съ селы»). В монастырских вотчинах статус села обретали те пункты, где в целях хозяйственного управления возникал монастырский двор и от которых «отпочковывались» выселки. Село с окрестными деревнями и починками составляло ключ или волость. В центре страны (например, во Владимирском, Московском, Переяславском уездах) административно-хозяйственная зона одного села или сельца обычно заключала в себе от 7 до 16 поселений, на севере (в Новгородской, Тверской, Костромской землях) — до 23.
Согласно запискам Станислава Немоевского, составленным в начале XVII века, в Московском государстве селом считалось поселение размером в 10 и более изб. Большее распространение имели деревни, состоящие из 4—5 изб.

## Россия

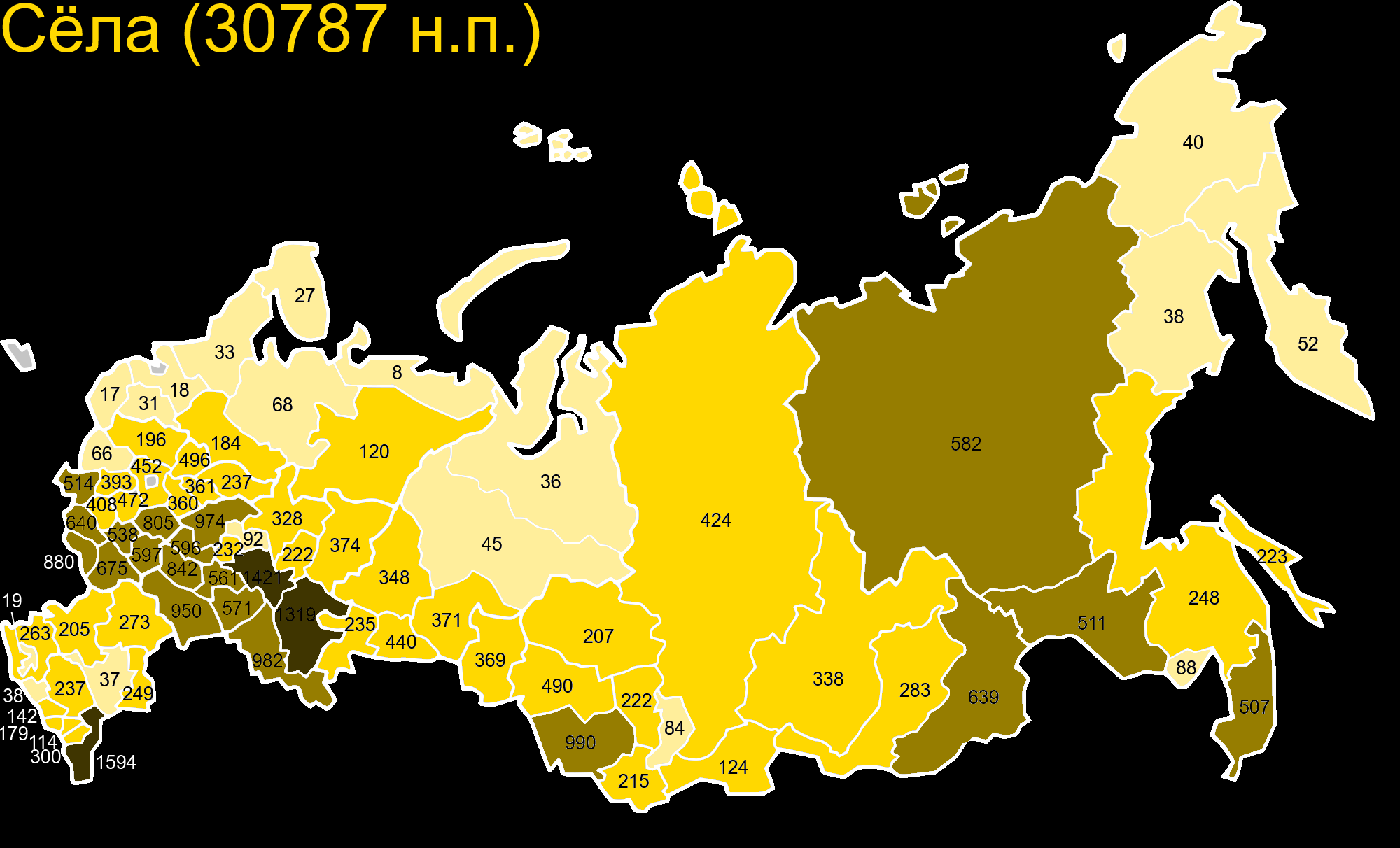
Количество сёл в России по субъектам РФ

В России до революции 1917 года село являлось административным и хозяйственным центром земельного владения («село с деревнями»). В нём имелся господский («большой») двор. При таких дворах, как правило, была церковь, что обусловило позднейшее определение села в качестве крупного крестьянского поселения с церковью, служащего хозяйственным и административным центром для близлежащих деревень. Как отмечал учёный XVIII века Пётр Паллас, село чётко отличалось от деревни, поскольку в селе обязательно имелась церковь. Село являлось центром церковного прихода, объединяющего несколько близлежащих деревень. Центром прихода мог также быть погост, но, в отличие от села, на погосте были только дома священнослужителей и причта.

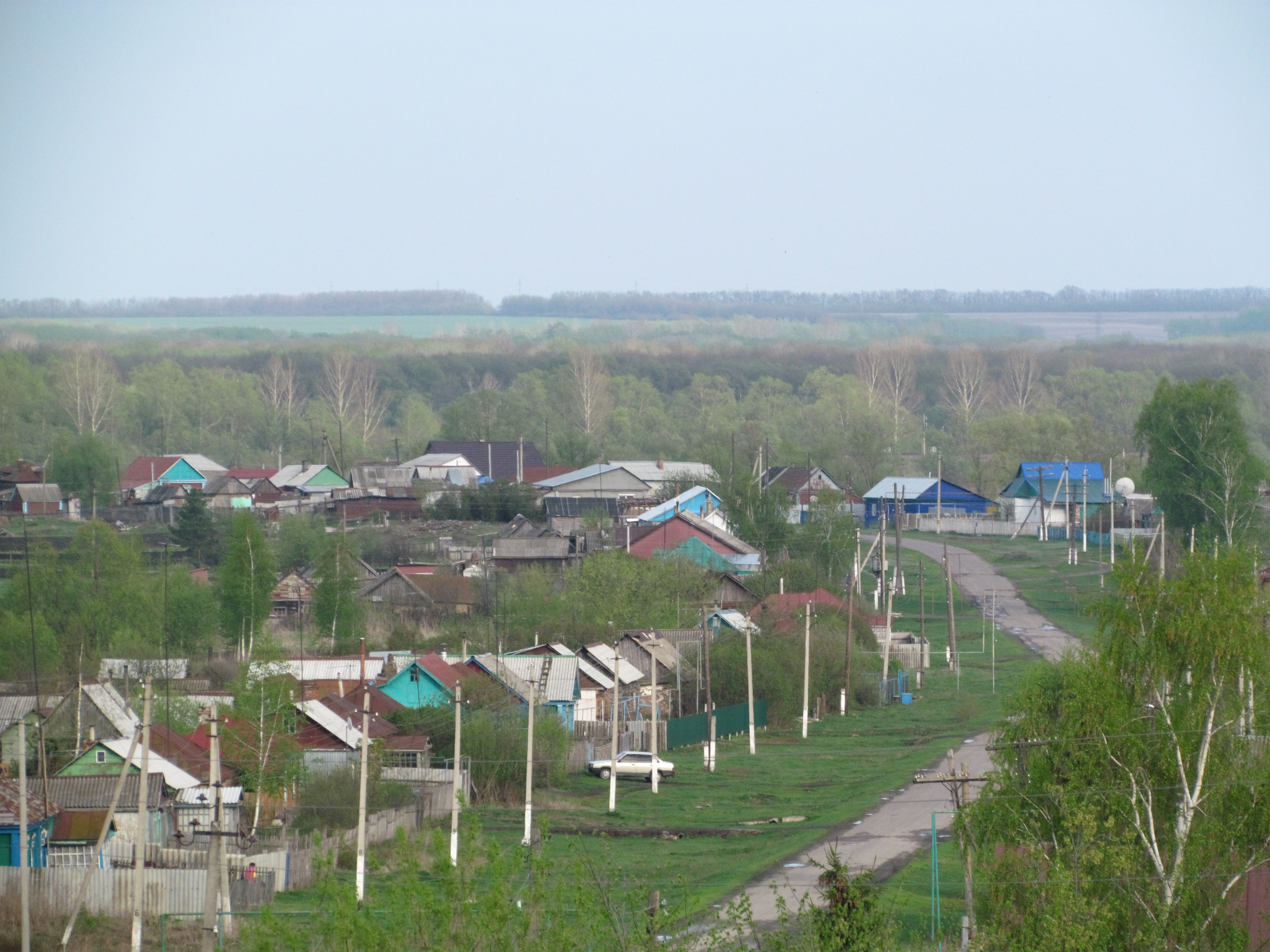
Село Сосновка, Пензенская область

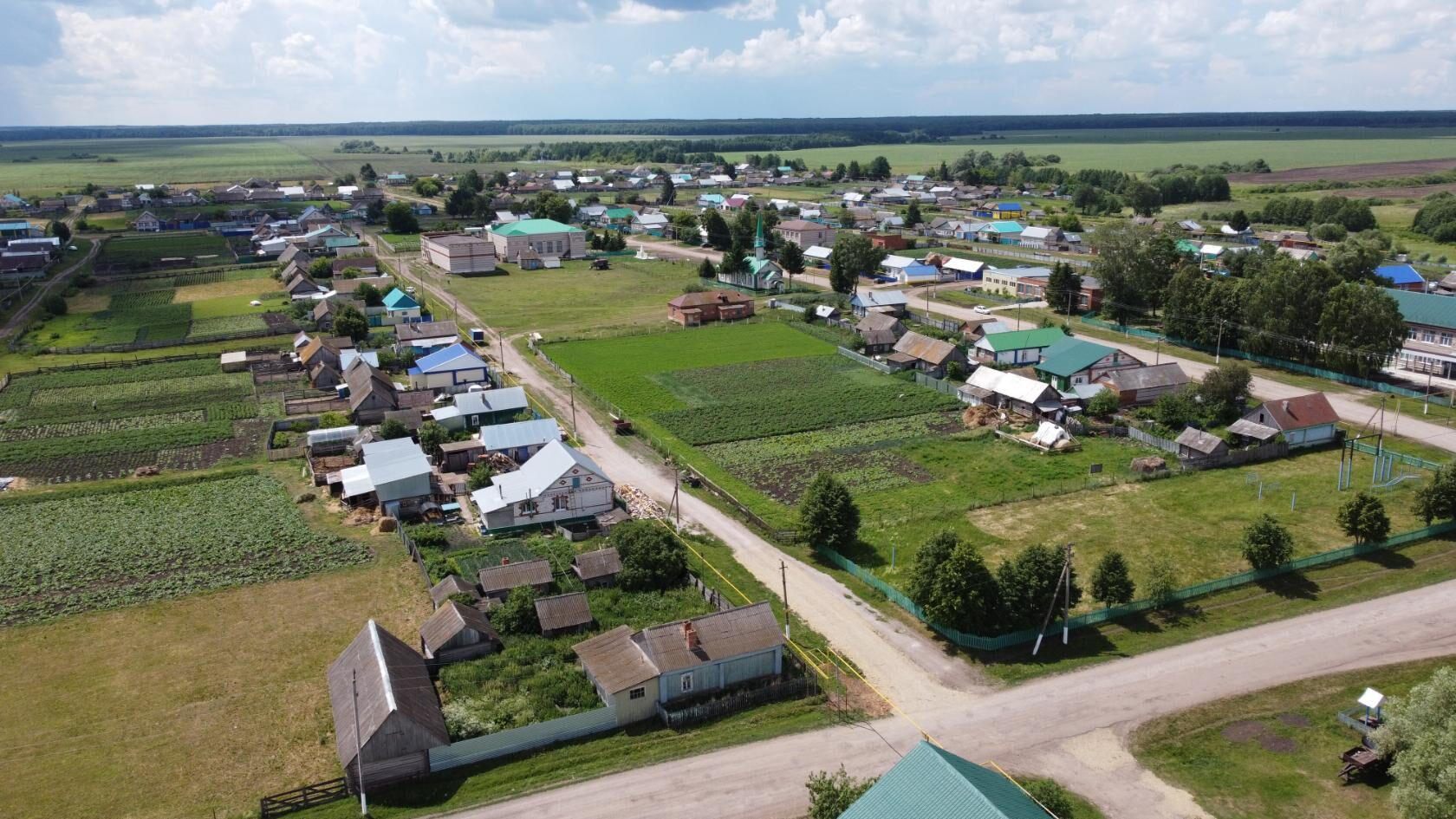
Село Кичкальня, Татарстан

В СССР и постсоветской России официальных различий между селом и деревней нет. Как правило, селом является населённый пункт вне городской черты и застройки, в котором имеется или раньше была церковь с колокольней или звонницей. В СССР село было центром сельского района или территории сельского совета. Органом государственной власти в селе являлся сельский Совет депутатов трудящихся.
В постсоветский период во многих деревнях, где до революции не было церкви, они стали строиться, что вело к приданию таким населённым пунктам статуса села. В то же время в некоторых сёлах церковь в советский период была полностью разрушена и не восстанавливалась. Отнесение населённого пункта к типу села чаще всего отражает его статус в прошлом, а не в настоящем.

### Статистика
По состоянию на 2017 год не существует статистического учёта числа именно сёл в России. Учитываются все сельские населённые пункты, которых в 1989 году было 162 231, в 2002 году — 155 288, в 2010 году — 153 124.

## Украина
У украинцев селом называлось селение вообще.
В современной Украине нет деления на деревни и сёла. Все населённые пункты сельского типа именуются сёлами.
На 1 января 1991 года на Украине было 28 844 села, на 5 декабря 2001 года — 28 619. Наибольшее по площади село на Украине — Космач Ивано-Франковской области — 84,309 км².